# تانوجا شاندرا
تانوجا شاندرا (بالإنجليزية: Tanuja Chandra)‏ هي مخرجة وكاتبة أفلام هندية. شاركت في كتابة سيناريو فيلم ياش تشوبرا جنون الحب (1997).

## سيرة شخصية
ولدت شاندرا في دلهي. هي أخت الكاتب الشهير فيكرام شاندرا والناقد السينمائي أنوباما تشوبرا. والدتها كاتبة سينمائية كامنا شاندرا.

## روابط خارجية
- تانوجا شاندرا على موقع IMDb (الإنجليزية)
- تانوجا شاندرا على موقع ألو سيني (الفرنسية)
- تانوجا شاندرا على موقع أول موفي (الإنجليزية)
- تانوجا شاندرا على موقع قاعدة بيانات الفيلم (الإنجليزية)
- تانوجا شاندرا على موقع كينوبويسك (الروسية)

- تانوجا شاندرا في قاعدة بيانات الأفلام على الإنترنت
- فيلم تانوجا شاندرا على بوليوود هونغاما